# Lino Aldani
Lino Aldani (San Cipriano Po, 29 marzo 1926 – Pavia, 31 gennaio 2009) è stato uno scrittore italiano, considerato una delle voci più significative della fantascienza italiana.
È stato tradotto in sedici lingue.
(Carmine Treanni)

## Biografia
Nato “con pochi giorni di anticipo sulla nascita della fantascienza, che talvolta si fa coincidere con il primo numero della rivista Amazing Stories” a San Cipriano Po (Pavia), paese d’origine della madre Berenice che vi è tornata per il parto,  Lino Aldani cresce a Roma e vi trascorre l’adolescenza.
Il padre Cesare Aldani è nato San Zenone al Po, un comune a sud-est di Pavia con una grande tradizione di cuochi, sulla riva opposta del fiume rispetto a San Cipriano, ma a pochi chilometri di distanza; è stato autore di diversi libri di cucina, direttore della rivista Messaggero della Cucina e titolare di una rubrica gastronomica su la Provincia Pavese. Aldani arriva con solo quaranta giorni d’età a Roma, dove il padre lavora come chef in un hotel di lusso di via Veneto. Ricorda l’autore in un’intervista:
La famiglia Aldani abita in via Sardegna, in prossimità di Villa Borghese, luogo delle scorribande del giovane Lino, come egli stesso racconta in Aria di Roma andalusa.
Dopo avere frequentato il liceo scientifico, durante l’occupazione tedesca di Roma (1943-1945) per sfuggire alla leva ripara a San Cipriano Po, dove rimane quattordici mesi. La sua volontà di unirsi alla Resistenza non trova esito, dal momento che non riesce a stabilire un contatto con i partigiani dell’Oltrepò, e la madre arriva a tenerlo sotto chiave in cascina per paura che vada a morire sulle colline.
Rientrato a Roma dopo la liberazione, Aldani comincia a scrivere storie realistiche d’ambientazione partigiana. Riesce a fare avere un romanzo, rimasto senza titolo, a Lucio Lombardo Radice, dirigente del PCI e redattore delle riviste Belfagor e Incontri, il quale gli chiede di cambiare il finale, che contiene il messaggio per cui non si può entrare in un periodo di pace portandosi dietro il risentimento e i rancori maturati durante la guerra. L’opera non sarà mai pubblicata.
Aldani scrive poi un secondo romanzo, Le anatre di sughero, di carattere esistenzialista, pesantemente influenzato dalla lettura di Sartre:
Lunga è la lista di mestieri di Aldani, prima di trovare sistemazione definitiva come insegnante di filosofia e di matematica in una scuola statale: alcuni sono occasionali, come operaio (a 90 lire al giorno), barman e impiegato di banca, altri più stabili, come insegnante di filosofia nelle scuole serali, professore in un liceo privato.

### Gli anni Cinquanta
Aldani è appassionato lettore di fantascienza fino dalla nascita di Urania, l’ultradecennale pubblicazione da edicola Mondadori il cui primo numero risale all’ottobre 1952. Verso la fine del decennio un suo studente, a conoscenza di questo interesse, prima gli presenta “un pazzo, certo Polimeni, che si interessava di dischi volanti”, quindi gli mostra una copia della rivista Oltre il cielo, rivolta a un pubblico di appassionati di astronomia, astronautica e missilistica, il cui primo numero è pubblicato nel settembre 1957. Aldani prende contatto con la redazione, vale a dire il direttore Cesare Falessi e Armando Silvestri; quest’ultimo fino dal 1938 avrebbe voluto fondare in Italia una rivista di science fiction. Anche per questa ragione, Oltre il cielo pubblicava brevi storie di quel genere che si era cominciato a definire “fantascienza” (neologismo inventato nel 1952 dal direttore di Urania, Giorgio Monicelli).
(Lino Aldani)
Nel 1955 Aldani conosce una collega di matematica che insegna nella stessa scuola, Mirella Dell’Orco; gli esami di fine anno sono l’occasione di frequentarsi. I due si sposano il 25 luglio 1957.

### Gli anni Sessanta
È sul numero 52 di Oltre il cielo che Aldani esordisce come autore nel gennaio 1960 con il racconto Dove sono i vostri Kumar?, utilizzando come pseudonimo il proprio anagramma “N.L. Janda”. La collaborazione di Aldani con la redazione è subito molto intensa: nel solo 1960 pubblica altri dieci racconti oltre al primo, quasi uno ogni due numeri quindicinali. Alcune di queste storie, tutte pubblicate con lo stesso nom de plume, sono satiriche o grottesche, altre invece più impegnate sono tra le più conosciute e apprezzate della sua produzione, segno del fatto che Aldani ha assorbito e fatto propri gli stereotipi della science fiction, ma non trascura la qualità della scrittura. È Cesare Falessi, “alto quasi due metri, una specie di marziano ma con un buon acume editoriale,” a consigliargli di passare dal raccontino parodistico degli esordi a un genere più impegnato; Aldani confessò che comunque in Oltre il cielo c’erano troppa avventura e troppa astronautica per i suoi gusti, e inoltre Falessi richiedeva per le storie i classici cliché avventurosi della science fiction americana (“un racconto è accettabile se c’è almeno un’astronave”).
Fino dagli esordi, Aldani riesce dunque a piegare gli stereotipi e i cliché tipici del genere alla propria visione del futuro, che mette l’umanità al centro della storia invece che la speculazione tecnologica. A questo primo periodo risalgono infatti alcune delle sue opere più conosciute, come La luna delle venti braccia, pubblicato nello stesso 1960 d’esordio (sul numero 57), e Tecnocrazia integrale sul numero 85 del 1961: il secondo è un racconto paradossale su un complesso e difficile concorso per esami finalizzato all’assunzione di una spazzino municipale, in una società che ha demandato le decisioni importanti a un elaboratore elettronico.
Su Oltre il cielo cominciarono a apparire autori italiani senza bisogno di pseudonimo straniero; nei quindici anni di durata, la rivista avrebbe pubblicato oltre cento nomi per un totale di 475 racconti e 12 romanzi a puntate. Con il proprio nome, Aldani pubblicò sul numero 88, nel 1961, un articolo intitolato La “Science-Fiction” in Italia. Un consuntivo dei primi dieci anni, primo mattone di una riflessione sul pregiudizio di una parte del pubblico dei lettori nei confronti di storie scritte da italiani, identificando esattamente il problema che avrebbe afflitto il genere: “Dieci anni di science-fiction non sono stati sufficienti a produrre un’impalcatura fantastica e scientifica che, almeno presso di noi, non può più sostenersi con la presentazione di trovate sempre più ingegnose, spesso astruse e inaccettabili. Di questo passo la science-fiction si esaurirebbe in uno sterile gioco di tecniche e di artifici fini a se stessi.”
Questo lavoro sulla natura della SF (acronimo con cui si indica di solito la fantascienza, dalle iniziali di science fiction) non rimane senza seguito; Aldani è infatti autore del saggio La fantascienza (ed. La Tribuna, 1962), sottotitolo Che cos’è, com’è sorta, dove tende, che rimase per anni l’unico testo di riferimento disponibile per gli appassionati del genere. Conteneva in appendice elenchi di autori italiani e stranieri, e le loro opere principali. Per la stessa casa editrice Aldani aveva già pubblicato nel 1961 due racconti in appendice a numeri della rivista Galaxy, edizione italiana dell’omonima rivista Usa di science fiction. Nel saggio, il primo sull’argomento fantascienza scritto da un italiano e, in assoluto, il primo del genere pubblicato in Italia, Aldani fornisce la propria definizione di “fantascienza”:
L’ultimo suo racconto per Oltre il cielo appare sul sumero 101 del 1962; contemporaneamente, Aldani partecipa con due racconti inediti al progetto Interplanet di Sandro Sandrelli, serie di sette antologie pubblicate da La Tribuna tra il 1962 e il 1965, che contenevano opere dei più significativi autori italiani di quegli anni.
Nel 1963 Aldani è tra i fondatori, insieme a Massimo Lo Jacono e Giulio Rajola, della prima rivista dedicata interamente alla fantascienza italiana, Futuro. In proposito confida, in una successiva intervista:
Sul numero 1 di Futuro appare il racconto forse più conosciuto di Aldani, Buonanotte Sofia, ristampato talvolta in seguito con il titolo Onirofilm e tradotto in diverse lingue estere. La protagonista è un personaggio il cui nome allude a Sofia Loren, attrice di onirofilm che permettono al fruitore un’esperienza sensoriale immersiva in avventure esotiche con risvolti sessuali spinti, ambientati in una società ridotta a una dicotomia tra produttori e consumatori. L’onirofilm è il prodotto “di tutte le manifestazioni di massa che oggi alienano l’uomo: dalla partita di calcio alla pubblicità televisiva. […] I detentori del potere se ne servono come palliativo, per immergere la coscienza del grosso pubblico in un limbo amorfo e beato.”
(Vittorio Curtoni)
Sul numero 4 di Futuro, nel 1963, appare un altro dei suoi racconti più diffusi e apprezzati, e il primo pubblicato con il suo vero nome, senza pseudonimo: Trentasette centigradi. In un’Italia del futuro prossimo si stabilisce una sorta di tirannia medica, un'esculapiocrazia che impone regole del buon vivere, prudenza, precauzione e prevenzione,  tramite controlli e multe salate. Il protagonista Nico “vive una rivolta sterile di fronte ad una alienazione di cui soffre a tre diversi livelli”: imposizione di un pensiero unico giustificato da preoccupazioni ipocondriache; imposizione di contributi e sanzioni che assorbono tutto il bilancio economico; senso di colpa risvegliato dalla rivolta contro le regole salutistiche. 
(Lino Aldani)
Il 1964 è l’anno di nascita della figlia Elettra. Aldani confessò in seguito le discriminazioni politiche subite in questi anni: “[…] nei primi anni Sessanta la dottrina marxista veniva duramente ostracizzata e tutto ciò che era ‘rosso’ veniva aborrito dai benpensanti, né più né meno di quanto avveniva dieci o quindici anni prima. […] Passai anch’io i miei guai, nella scuola, a causa della mia attività di sindacalista, al punto che finii nelle liste del Sifar (questo venni a saperlo, per mero caso, molti anni dopo). In quella mia messa al bando, la mia attività di scrittore non c’entrava affatto.”
Sempre nel 1964 appare la sua prima raccolta personale di racconti, Quarta dimensione. Scrive Oreste Del Buono, a testimonianza di un cambiamento che la scrittura di Aldani attraversò in questi anni, tra l’esordio e la pubblicazione dell’antologia:
In quanto condirettore di Futuro, Aldani può verificare che già in questi primi anni Sessanta il pubblico mostra scetticismo circa la capacità degli autori nazionali di dimostrarsi all’altezza di quelli anglosassoni, la cui esperienza nella science fiction poteva già vantare decine di anni d’esperienza: un gap difficile da colmare dopo gli anni del fascismo e il sospetto autarchico verso le letterature straniere. Per questa ragione, oltre che per problemi nella distribuzione, Futuro collezionò solo 8 numeri prima di chiudere (l’ultimo numero risale a novembre 1964).  La conclusione di questa esperienza rappresenta un brutto colpo per l’autore: “Chiuso quel ciclo, le prospettive per la mia narrativa mi sembravano zero. Non scrivevo più niente.”
Nel 1968, logorati dalla vita nella metropoli, Aldani e famiglia lasciano Roma per trasferirsi nel paese della madre di lui, San Cipriano Po.

### Gli anni settanta
(Gianni Montanari, 1976)
A cavallo tra la fine degli anni Sessanta e l’inizio del decennio successivo, eletto sindaco di San Cipriano Po, Aldani sembra avere accantonato la scrittura; è iscritto al Psi, ma non rinnova la tessera quando negli anni Settanta diventa preminente la figura di Bettino Craxi. Così Aldani racconta il trasferimento al nord: “Appena arrivato da Roma in provincia di Pavia, mi è sembrato di sbarcare su un altro pianeta. Dove fra l’altro comandavano i fascisti. Per due anni non abbiamo avuto neanche una casa, mentre costruivamo questa: poi mi hanno eletto sindaco e ho rivoltato le carte in tavola, sul piano politico. Ho fatto ribattezzare via Gramsci la strada in cui viviamo e ho ripreso a scrivere.”
Nel luglio 1970 vince un concorso per una sceneggiatura originale televisiva-radiofonica, in occasione della VIII edizione del Festival internazionale del film di fantascienza di Trieste con il racconto L’altra riva, che era apparso su MicroMega nel 1967. Nel 1973 esce negli USA un’antologia Seabury Press di autori europei curata da Franz Rottensteiner, View from another shore: oltre a racconti del francese Gérard Klein, del polacco Stanisław Lem e altri, contiene anche la traduzione di Buonanotte Sofia con il titolo Good night, Sophie. Non è la prima volta che Aldani viene tradotto in una lingua estera, è già stato pubblicato in Argentina e in diversi paesi europei: è la prima assoluta però in lingua inglese, in un mercato tradizionalmente restio verso autori provenienti da questa parte dell’oceano, e non solo nel campo della fantascienza.
Nel 1975, dopo avere insegnato per alcuni anni in provincia di Pavia, Aldani si mette in aspettativa, quindi si ritira in pensione. Il graduale ritorno alla letteratura, e alla fantascienza, è confermato dalla pubblicazione nel 1976 del primo romanzo, Quando le radici:
(Gianni Montanari)
In pressoché tutta la sua produzione a partire dagli anni Settanta, con l’eccezione dei primissimi racconti, si può riscontrare una critica al complesso strutturale della società moderna; Quando le radici è la storia, parzialmente autobiografica, di un uomo che abbandona una metropoli disumanizzante per trasferirsi nell’immaginario paese di Pieve Lunga, nella provincia in cui ha trascorso l’infanzia, alla ricerca delle radici che rischia di perdere nella città. Arno Varin è impiegato un ente pubblico, costretto a un lavoro di verifica senza iniziativa, del quale non conosce né il contenuto né le finalità. Abita in una delle megalopoli la cui espansione incontrollata ha inglobato una serie di città minori in immensi agglomerati urbani.  Totalmente alienato dal suo lavoro, Arno decide di lasciarsi la città alle spalle, e si trasferisce nel paesino di Pieve Lunga insieme a una donna, Milena, che non riuscirà a tollerare l’impatto con una vita naturale idealizzata, ma a conti fatti troppo ardua. L’arrivo delle ruspe, avanguardia di un progresso che è solo alienazione, spinge Arno a unirsi a un gruppo di nomadi Sinti. Arno non sceglie tra realtà urbana in espansione e realtà rurale in estinzione, dal momento che entrambe sono negazione dell’unità dell’individuo: Pieve Lunga non è un’utopia, ma un punto di biforcazione della Storia dove l’uomo ha iniziato a perdere le proprie caratteristiche positive. Arno si rende conto che non è concesso all’individuo di cambiare il mondo: solo le classi possono interagire con la Storia.
Il processo di scrittura del romanzo copre un lungo arco di tempo. I primi sei capitoli risalgono al 1966, quando l’autore ancora vive a Roma e soffre, come il suo protagonista Arno, dei ritmi frenetici della grande città; i nove successivi capitoli sono invece scritti dopo il trasferimento a San Cipriano. Scrive in proposito Oreste Del Buono:
Una delle frasi più conosciute del romanzo è pronunciata da Arno Varin: “Se un uomo legge un migliaio di libri è fottuto, irrimediabilmente”. La classificazione del romanzo nel genere fantascienza sollevò così tante obiezioni nel fandom, che durante l’Italcon di Ferrara si cambiarono i criteri per le opere eleggibili al Premio Italia (al tempo ancora non si chiamava così), il maggior riconoscimento annuale italiano, in modo che Quando le radici non potesse vincere.
Dello stesso 1976 è la pubblicazione sul numero 8 della rivista Robot di una tra le sue storie più conosciute e apprezzate, Visita al padre, che Oreste Del Buono definì “uno dei più bei racconti scritti da italiani dalla apparente fine della seconda guerra mondiale a oggi, se non addirittura il più bello”. Anche questo, come il contemporaneo romanzo, è una riflessione sui danni di un progresso fuori controllo, sul pianeta, sulla società e sugli individui. Il direttore di Robot, Vittorio Curtoni, decide di pubblicarlo anche se immagina che susciterà un’alzata di scudi da parte dei lettori affezionati a un concetto di fantascienza classica, secondo i modelli anglosassoni. Questa reazione del pubblico si concreta nel numero 11 di Robot, con la rubrica Contropinioni che ospita alcuni commenti dei lettori, che negano la “fantascientificità” di un racconto percepito come troppo realista: la stessa accusa, in sostanza, rivolta a Quando le radici.
Secondo Domenico Gallo, Visita al padre “costituisce un esempio di narrativa che obbliga il lettore a porsi il problema di cosa, materialmente, costituisca la fantascienza”, e ne cita come temi esemplari: cambiamento dei rapporti educativi, rapporto natura-cultura, alienazione dell’individuo, divisione del lavoro, rapporto urbano-rurale, merce come feticcio e creazione del consenso sociale.
L’anno successivo, il 1977, esce sul numero 4 di Robot Special il racconto Screziato di rosso, l’unico in cui Aldani affronti il viaggio nel tempo; si legge nella presentazione del racconto:) “Si parla sì del tempo e dei suoi paradossi, ma anche, e forse soprattutto, della inesausta, insopprimibile nostalgia per le cose che sono trascorse”. Nonostante l’ambientazione padana, nell’Oltrepò Pavese, la storia non contiene nulla di autobiografico: “Immaginari sono i due personaggi, Vento e Fortuna, due proiezioni ideali di quel tipo di partigiano che io avrei voluto essere, ma i riferimenti storici e geografici che fanno capolino nella vicenda rispondono al vero.”
Nel 1979 Aldani pubblica il suo secondo romanzo, Eclissi 2000, per De Vecchi Editore. In reazione alle critiche ricevute dal precedente, riprende un’idea classica della fantascienza, quella di una gigantesca nave generazionale inviata a colonizzare pianeti extrasolari. All’interno di questa adesione formale alla science fiction anglosassone, Aldani costruisce però un’acuta metafora del potere politico, con un occhio di riguardo al socialismo. Si legge nella breve prefazione dell’autore alla successiva edizione in Urania Collezione (2006) “Solo chi ha militato in un partito politico rivoluzionario e ha ricoperto incarichi di una certa importanza nelle sue strutture potrebbe afferrare in tutte le sue significanze l’ambigua simbologia di questo romanzo imperniato sulla acquisizione e il mantenimento del potere, nonché sull’ambivalenza delle finalità ultime che l’apparato persegue.” L’autore raccontò anche il modo in cui era arrivato all’editore De Vecchi:

### Gli anni Ottanta
Nel 1980 esce per l’Editrice Nord il romanzo Nel segno della Luna Bianca, unico esempio di incursione nel fantasy per Aldani, scritto in aperta polemica con l’appropriazione di questo genere letterario, o sottogenere, da parte di autori e lettori dichiaratamente di destra, che cercavano di infondergli un’impronta reazionaria, nel nome di una “tradizione” che si vuole fare risalire a Tolkien. Il volume è pubblicato a quattro mani con Daniela Piegai, scrittrice toscana che aveva già due titoli di fantascienza con lo stesso editore, ma è scritto quasi interamente da Aldani: “Il romanzo è prevalentemente mio perché la trama è mia dalla A alla Z, ma avevo bisogno di una collaboratrice come Piegai che è esperta in sortilegi, leggende eccetera. Mi ha tolto le castagne dal fuoco in varie occasioni, ma il romanzo lo sento mio.”
(Lino Aldani)
Questa incursione nell'heroic fantasy non viene infatti vista di buon occhio da certi ambienti di destra, che considerano il sottogenere l’asse portante di una concezione del mondo immutabile e dogmatica, astorica e ripetitiva. Domenico Gallo stigmatizzò la posizione della critica destrorsa a proposito di questo romanzo: “La recensione [su “L’Altro Regno”] a Nel segno della Luna Bianca diventa l’occasione per propinare al lettore un sermone anticomunista che nulla ha a che fare con l’opera in analisi;  come sta diventando abitudine per l’editoria di destra, e per i sedicenti critici che ad essa fanno capo, risolvere il giudizio su un’opera analizzando la quantità di ideologia reazionaria (sinonimo di neo-fascista, o neo-destrista, o Tradizionale) presente nel testo. Tanto più è grande la quantità di citazioni politicamente favorevoli al recensore più l’opera è meritevole, o bella.”
Negli anni Ottanta e Novanta, Aldani diventa un punto di riferimento anche per una generazione di nuovi scrittori che si affaccia nel difficile ambiente della fantascienza italiana; risponde per lettera ai contatti epistolari di ammiratori e fan, e la sua casa è aperta a visite personali, come testimoniato per esempio da autori come Dario Tonani, Franco Forte, Claudio Tinivella, Franco Ricciardiello.
Riconosciuto oramai come riferimento per chiunque voglia avvicinarsi alla scrittura di fantascienza, Aldani vara nel dicembre 1988 la sua iniziativa editoriale più duratura: una rivista con il programmatico titolo di Futuro Europa, la rivisitazione di Futuro nata e scomparsa negli anni Sessanta dopo soli 8 numeri. Le pubblicazioni di Futuro Europa proseguono per vent’anni, totalizzando 50 uscite. Aldani ne è condirettore insieme a Ugo Malaguti, che è anche editore come Perseo libri (dal 2007, Elara libri). È significativo che ogni numero, in formato volume rilegato, porti in esergo una citazione del filosofo francese Gaston Berger che già Aldani aveva anteposto a Quando le radici: “Regarder un atome le change, regarder l’homme le modifie, regarder l’avenir le bouleverse” (“Guardare un atomo lo cambia, guardare l’uomo lo modifica, guardare il futuro lo sconvolge”). Nell’editoriale del numero 1, Aldani rivendica l’eredità di Futuro, insorta “contro un mondo editoriale che della science fiction italiana non voleva saperne, o che tutto al più tollerava gli autori italiani purché camuffati sotto pseudonimi stranieri”;  si dichiara interessato alla produzione di tutti gli autori europei di SF, trascurata a favore di quelli di lingua inglese. Il fine è togliere la fantascienza dallo statuto di letteratura di serie B per farne “un veicolo d’avanguardia, cartina di tornasole delle condizioni e dei problemi irrisolti del nostro tempo, della nostra macerazione sugli interrogativi più angosciosi che la società dei nostri giorni ci regala.” In venti anni di attività (era distribuita solo per abbonamento postale) Futuro Europa tradusse e pubblicò una quantità di autori e autrici europei, con un occhio di riguardo agli italiani; con il tempo questi ultimi ottennero sempre maggiore spazio sulle sue pagine.
Sul finire del decennio, Aldani pubblica un nuovo romanzo, La croce di ghiaccio (1989); proposto in un primo tempo all’Editrice Nord, che però subordinò la pubblicazione a modifiche sostanziali, fu poi dirottato verso Perseo Libri, l’editore di Futuro Europa. Nel XXIII secolo un missionario, padre Francisco Morales de Alcántara, s’impegna per convertire alla fede cristiana gli extraterrestri del pianeta Geron, che sembrano totalmente alieni da qualsiasi necessità di trascendenza. Per andare incontro alle esigenze dei geroniani, il missionario accetta di fare concessioni dottrinarie che svuotano completamente il contenuto della fede.
Scrive a proposito del romanzo Luce d'Eramo: “Che senso ha questo voler «diffondere il verbo», questa necessità umana di convincere, questo bisogno di unità che consiste sempre nel ridurre la diversità dell’altro,  nel non aver pace finché non si è assimilato a sé chi è lontano?”
(Luce d’Eramo)
La tematica del romanzo è apparentemente molto distante dalle sue precedenti opere; l’autore la spiega così: “La sua genesi può essere cercata nel fatto che avevo un amico prete. Costui aveva una gran paura di finire ammazzato da un momento all’altro per mano degli zingari che avrebbe dovuto evangelizzare. È stato quest’amico a introdurmi nel mondo degli zingari, è il prete che nel romanzo viene ammazzato dai geroniani. Ma il problema religioso non è pertinente o centrale nel mio libro: non sono d’accordo con i critici cattolici come Antonio Scacco, secondo i quali sarebbe un romanzo scritto per fare andare d’accordo scienza e religione.”
L’amico che Aldani cita è Mario Riboldi, responsabile per la Pastorale dei nomadi nella diocesi di Milano, con il quale si impegnò per compilare un vocabolario della lingua zingara.

### Gli anni Novanta e il nuovo millennio
Negli anni Novanta, l’avversione di Lino Aldani per i premi letterari, il fandom e i convegni di fantascienza si ammorbidisce. Partecipa come giurato a alcuni concorsi, e se in precedenza ha disertato almeno un paio di convention (così si chiamano i congressi degli appassionati ) nei quali era annunciato come ospite d’onore, il lavoro di direzione della rivista Futuro Europa lo porta a contatto con autori e esordienti, e con la ritualità degli appassionati. Comunque, il fatto che la rivista sia distribuita da Perseo Libri unicamente via posta, contribuisce a formare un insieme di fan e di autori e autrici che si sovrappone solo parzialmente con quello in un certo senso “ufficiale” delle maggiori case editrice del settore, come Urania Mondadori, Nord o il pubblico delle fanzine.
Il rapporto con Perseo Libri si fa sempre più stretto; la casa editrice avvia un’iniziativa di raccolta di tutto il materiale pubblicato da Aldani fino dalle origini, romanzi e racconti, in una serie di quattro volumi rilegati, che appaiono tra il 2001 e il 2004; contengono anche alcuni racconti inediti. Mondadori ripubblica nella collana Urania Collezione Eclissi 2000 nel 2006 e Quando le radici nel 2009.
Nel 2007, con la stessa veste grafica dei volumi dell'opera omnia, appare per Perseo il romanzo Themoro korik, in parte ambientato a Trieste. Protagonista è il giovane segretario di un ricco, eccentrico studioso, che lo introduce alla cultura Rom e alle origini del popolo gitano.
Lo stesso anno esce l’ultimo romanzo di Aldani, sul numero 4 di una collana Perseo, La Contrada Delle Stelle: volumi rilegati in tiratura numerata e limitata a 300 esemplari, di autori sia italiani che stranieri, distribuiti su abbonamento: Il romanzo breve Aleph 3 è un testo scritto nel 1961 per il mercato francese, rimasto inedito per quasi cinquant’anni: un alieno giunge sulla Terra per recuperare una macchina misteriosa, mentre cubi di carne pressata cadono dal cielo su una fattoria in Inghilterra; il protagonista, un giovane archeologo, sarà trascinato in un’avventura su un pianeta extraterrestre dove vivono mostri e esseri umani provenienti da altri mondi.
L’ultimo testo inedito di Aldani, il racconto breve Diverbio, appare sul n. 50 di Futuro Europa. Nel settembre del 2008 Lino Aldani ha i primi sintomi di una malattia incurabile a un polmone. Dopo un lungo ricovero per l’aggravamento delle sue condizioni, si spegne all’ospedale di Pavia nelle prime ore del 31 gennaio 2009.

## Critica letteraria
A differenza di molti colleghi, interessati al lato avventuroso del genere letterario, Aldani ha sempre avuto le idee chiare sullo strumento fantascienza: “La SF non può certo servire da ancella compiacente per la divulgazione della scienza, a meno che non voglia sfornare indigeribili polpettoni didascalici. Né la sua funzione è quella di anticipare la scienza, poiché, in sostanza, la SF può anticipare solo ciò che la stessa scienza ha già ipotizzato e proposto sia pure come futuribile. Diciamo allora che la SF è la letteratura del nostro tempo perché l’uomo moderno non è più disposto ad accettare il fantastico sotto le forme della fiaba e del mito.” I suoi protagonisti assumono un comportamento divergente dalla società, diventano antisociali, rifiutando una società in cui il lavoro, il tempo libero e tutto lo spazio dell’essere umano vengono strumentalizzati con finalità alienanti. Questo per lui nasce da un contesto capitalista, nel quale la società incrementa il plusvalore a disposizione della classe dominante.

### Antologia di citazioni critiche
(Vittorio Curtoni)
(Oreste Del Buono)
(Luce D’Eramo)
(Emiliano Farinella)
(Domenico Gallo)
(Giuseppe Lippi)
(Gianni Montanari)
In molti racconti […] la scienza è una presenza tangibile: soprattutto la matematica, la materia che Aldani insegnava a scuola; ma non è parte dello scenario, non è inserita per dimostrare che è fantascienza: è sostanziale alla trama. Inoltre, di solito il racconto in questione contiene una tesi di fondo: non si tratta solamente di costrutti estetici, ma di percorsi che sollevano questioni etiche e morali, talvolta politiche.»
(Franco Ricciardiello)
(Claudio Tinivella)

## Opere
Tutti i racconti e romanzi di Lino Aldani sono raccolti nell’edizione uniforme pubblicata dalla Perseo libri di Bologna, oggi Elara: La croce di ghiaccio, Ontalgie, Aria di Roma andalusa, Febbre di Luna e Themoro korik. A questi titoli si può aggiungere la raccolta, firmata con Ugo Malaguti, Millennium (Bologna, 2001).

### Romanzi
- Quando le radici (1977)
- Eclissi 2000 (1979), romanzo breve
- Nel segno della luna bianca (1980) insieme a Daniela Piegai
  - pubblicato anche come Febbre di luna nella raccolta, Febbre di Luna, Perseo Libri, Bologna, 2004[37]
- La croce di ghiaccio (1989)
- Aleph 3 (2007)
- Themoro Korik (2007)

### Racconti e racconti lunghi
- Dove sono i vostri Kumar? (1960)
- La sedia (1960)
- Gli ordini non si discutono (1960)
- Doppio psicosomatico (1960), noto anche come XXII secolo
- La luna delle venti braccia (1960), noto anche come La luna dalle venti braccia
- L'incontro (1960), noto anche come Incompatibilità
- Un treno chiamato Evasione (1960)
- Spazio amaro (1960)
- I curiosi (1960)
- Pesci gatto per Venere (1960), noto anche come Pesci-gatto per Venere
- Sheòl (1960), noto anche come Più in alto delle stelle, racconto lungo
- Korok (1960), noto anche come Il cacciatore elettronico
- La vespa (1961)
- La miniera (1961)
- Carnevale cosmico (1961), noto anche come Un pianeta selvaggio
- Canis sapiens (1961), noto anche come «Canis sapiens»
- Il Кraken (1961), noto anche come Il "kraken"
- Tutti matti sul terzo pianeta (1961)
- Morte di un agente segreto (1961)
- Tecnocrazia integrale (1961)
- L'ultima verità (1962)
- Una rossa autentica (1962)
- Nemico invisibile (1963)
- Buonanotte Sofia (1963), noto anche come Buonanotte, Sofia (1968) и Onirofilm (1964)
- Trentasette centigradi (1963), racconto lungo
- Harem nella valigia (1963)
- Il re di croci (1964)
- La sfida (1966)
- Gita al mare (1967), noto anche come Domenica al mare или Domenica romana
- L'altra riva (1971)
- Scacco doppio (1972)
- Visita al padre (1976)
- Screziato di rosso (1977), noto anche come Il quotidiano e il fantastico
- Seconda nascita (1978)
- Gesti lontani (1978)
- Babele (1981)
- La costola di Eva (1986)
- "S" come Serpente (1986), noto anche come S come Serpente
- In attesa del cargo (1987)
- Mochuelo (1987)
- Quo vadis Francisco? (1987)
- L'inseguito (1987)
- La casa-femmina (1988), noto anche come La casa femmina
- Il filosofo in pensione (1990)
- L'altra riva (1998)
- Labyrinthus (1998), racconto lungo
- Lettera dalla Norvegia (1999)
- Wonderful chess (2001)
- Ontalgie (2002), racconto lungo
- Aria di Roma andalusa (2003), racconto lungo
- Provaci ancora, Alvar (2004)
- Lumache (2004)
- Il nome delle cose (2004)
- Naufragio (2004)
- Decadenza (2005)
- A ritroso (2006)
- Diverbio (2008)

### Antologie e raccolte
- Quarta dimensione (1964)
- Parabole per domani (1987)
- Millenium (2001), insieme a Ugo Malaguti
- Ontalgie (2002)
- Aria di Roma andalusa (2003)
- Febbre di luna (2004)
- Eclissi 2000 (2006)
- La casa femmina e altri racconti (2024)

### Saggistica
- Su cose che si vedono nel cielo (1961), articolo, in Oltre il Cielo. Missili & Razzi 75, Oltre il Cielo. Missili & Razzi 75, gruppo Edizioni «esse»
- L'ultima faccia di Medusa (1961), articolo, idem, 77
- Pianificazione della fantasia nei racconti utopici russi (1961), articolo, idem, 81
- La "Science-Fiction" in Italia. Un consuntivo dei primi dieci anni (1961), articolo, idem, 88
- Introduzione (1962), introduzione, in La Fantascienza (fuori collana), Casa Editrice La Tribuna
- Science-Fiction Libri (1962), saggio, in Oltre il Cielo. Missili & Razzi 103, Oltre il Cielo. Missili & Razzi 103, gruppo Edizioni «esse»
- Lo zoo della science-Fiction (1962), articolo, idem, 104
- La fantascienza (1962), saggio, in 1962 (Fuori collana), Casa Editrice La Tribuna
- Utopie in negativo (1967), articolo, in [Noi domani], Nova SF* a. I n. 3, Libra Editrice
- La fantascienza sulla propria pelle (1972), articolo, in Il Bollettino dello Science Fiction Book Club a. VII, n. 26, Il Bollettino dello Science Fiction Book Club a. VII, n. 26, Casa Editrice La Tribuna
- Utopie in negativo (1976), articolo, in appendice a Il gioco del leone, Galassia 215, Casa Editrice La Tribuna
- Nota dell'autore (1677), saggio, in Quando le radici, Science Fiction Book Club 49, Casa Editrice La Tribuna
- Appunti per un'analisi dell'umorismo nella SF (1977), articolo, in appendice a Maturità, Galassia 223, Casa Editrice La Tribuna
- Jeu du massacre (1978), articolo, in appendice a King Kong Blues, Galassia 229, Casa Editrice La Tribuna
- Del malinteso (1978), articolo, in appendice a Se il cielo brucia, Galassia 231, Casa Editrice La Tribuna
- Lino Aldani (1978), articolo, in Vent'anni di fantascienza in Italia, (Fuori collana), La Nuova Presenza Editrice
- Introduzione (1986), introduzione, in TV-Serial nel cosmo, Minas Tirith 2, Marino Solfanelli Editore
- Nota introduttiva (1986), introduzione, in N [Il secondo libro dell'infinito], Nova SF* a. II (XX) n. 6 (48)
- Ricordo di Anna Rinonapoli (1987), saggio, in Dimensione Cosmica 12, Dimensione Cosmica 12, Marino Solfanelli Editore
- Editoriale (1988), in: Futuro Europa 1, saggio, in Futuro Europa 1, Futuro Europa 1, Perseo Libri
- Intervista con Luce D'Eramo (1988), articolo, idem
- Prefatione (1989), introduzione, in Pianeta Italia Gli autori della World SF Italia, Narratori Europei di Science Fiction 1, Perseo Libri
- Futuro Europa risponde (1989), saggio, in Futuro Europa 4, Futuro Europa 4, Perseo Libri
- Urania, Urania (1991), saggio, idem, 9
- Appunti per un'analisi dell'umorismo nella SF (1998), articolo, idem, 21
- Testimonianze. Il caso "De Barba" (1998), articolo, idem, 22
- fantascienza INTERVENTI. Lo spazio è ancora amaro (2001), articolo, in [Gli occhi di un dio in calore], Nova SF* a. XVII (XXXV) n. 51 (93), Perseo Libri
- Un libro lungo quarant'anni (2001), introduzione insieme a Ugo Malaguti, in Millennium, Biblioteca di Nova SF* 14, Perseo Libri
- Il caso "De Barba" (2002), articolo, in Mystero 28, Mystero 28, Mondo Ignoto
- Presentazione (2005), introduzione, in Occhi d'argento, Narratori Europei di Science Fiction 21, Perseo Libri
- Intervista. Incontro con: Lino Aldani (2005), articolo, in appendice a Porta sullo spazio, Urania 1494, Arnoldo Mondadori Editore
- Fare fantascienza (2005), saggio, in Dalla Terra alle stelle. Tre secoli di fantascienza e utopie italiane, (Fuori collana), Biblioteca di Via Senato Edizioni
- Introduzione. I mondi di Miglieruolo (2006), introduzione insieme a Ugo Malaguti, in Assurdo virtuale, Narratori Europei di Science Fiction 32, Perseo Libri
- Premessa dell'autore (2007), introduzione, in Aleph 3, La Contrada delle Stelle 4, Perseo Libri Elara
- Sinto lombardo (elementi grammaticali) (2007), saggio, in Themoro Korik, Biblioteca di Nova SF* 26, Perseo Libri
- ...a proposito di Vittorio Catani (2007), introduzione, in  L'essenza del futuro, Narratori Europei di Science Fiction 34, Perseo Libri
- Sinto lombardo (2007), saggio, in Themoro Korik, Biblioteca di Nova SF* 26, Perseo Libri
- Hervatsko roma (elementi grammaticali) (2007), saggio, idem
- Hervatsko roma (2007), saggio, idem
- Nota dell'autore (2009), saggio, in Quando le radici, Urania Collezione 080, Arnoldo Mondadori Editore